# 비단짧은꼬리박쥐
비단짧은꼬리박쥐(Carollia brevicauda)는 주걱박쥐과(신세계잎코박쥐류)에 속하는 남아메리카 박쥐의 일종이다. 볼리비아와 브라질, 콜롬비아, 에콰도르, 프랑스령 기아나, 가이아나, 파나마, 페루, 수리남, 멕시코 그리고 베네수엘라에서 발견된다.